# とまこまいカレーラーメン

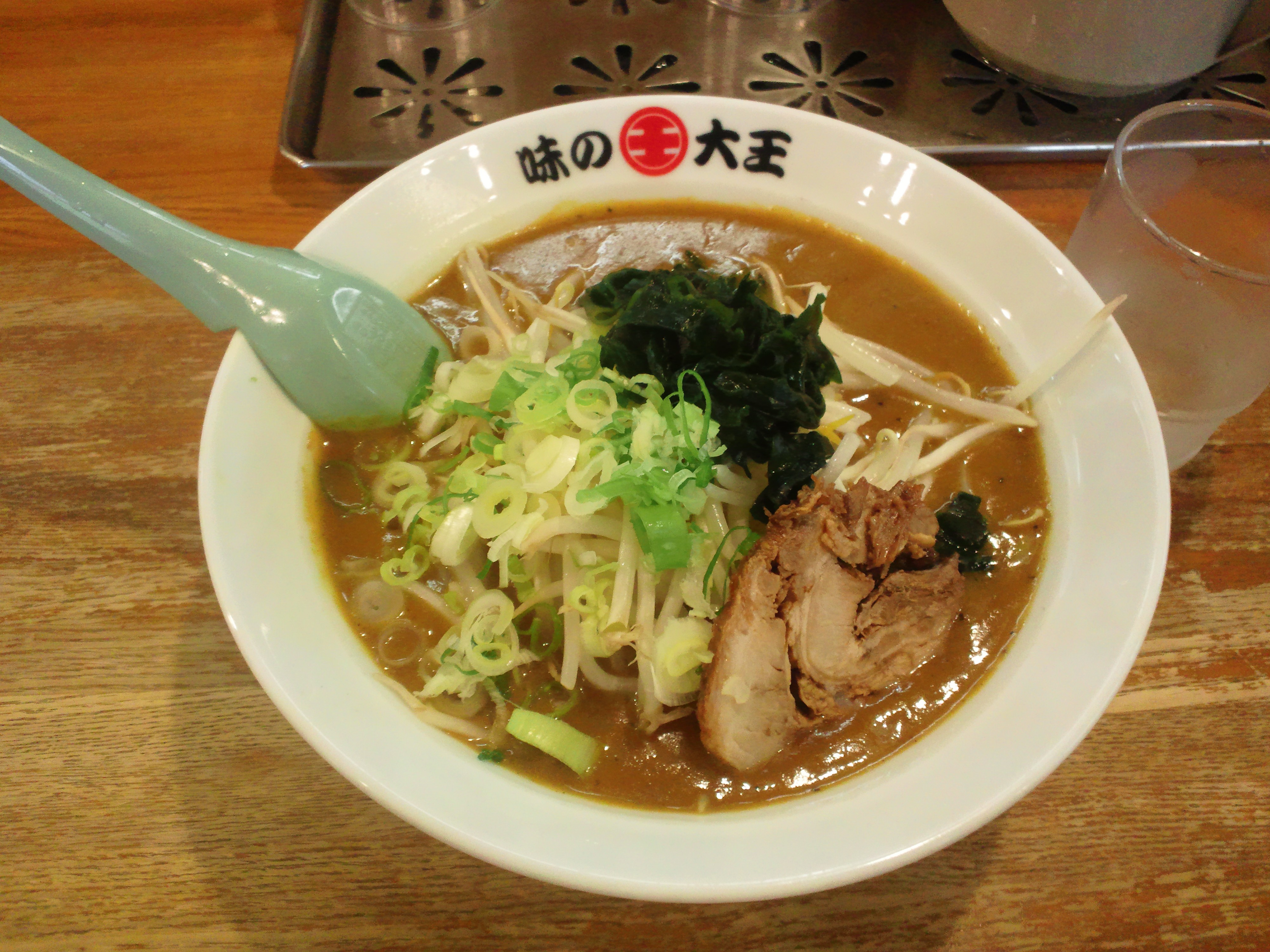
味の大王のカレーラーメン

とまこまいカレーラーメンは、北海道苫小牧市、厚真町、安平町などの東胆振で主に提供されている、カレー風味のラーメン（カレーラーメン）である。新潟県の三条カレーラーメンや、千葉県の実之和食堂のカレーラーメン、室蘭カレーラーメンと共に、カレーラーメンの発祥とされている。

## 概要
とまこまいカレーラーメンは、1965年（昭和40年）に苫小牧市内のラーメン店、味の大王で開発された。
苫小牧市の給食でも提供されている。

## 特徴
濃厚な豚骨ベースのスープに、香辛料や果物を練りこんだカレーペーストが混ぜ合わされている。麺は中太のちぢれ麺で、モヤシ、ネギ、ワカメ、豚バラチャーシューのトッピングが主にされる。
味の大王で提供されている元祖カレーラーメンは中辛だが、辛さが苦手な方向けの甘口カレーラーメンや、特製ラー油を使用した辛口もあり、バリエーションが豊かである。

## 広報
「とまこまい東いぶりカレーラーメンMAP」を作成し、苫小牧と東胆振でのカレーラーメンのさらなる普及に取り組んでいる。
また、苫小牧市の名産品のホッキ（ウバガイ）を使用した、「苫小牧ホッキカレー」と、「W（ダブル）カレーの街 苫小牧」として、合わせて広報されている。
とまこまいカレーラーメン振興局は、「とまこまいカレーラーメン」を文化庁の「100年フード」に申請し、登録されている。

## とまこまいカレーラーメン振興局
とまこまいカレーラーメン振興局は、苫小牧市内のカレーラーメンを提供する店舗の組織である。苫小牧の名産品「カレーラーメン」がこの先の未来にも残る郷土食として「100年フード」の普及啓発、理解促進に努めている。